# Yarita Lizeth
Yarita Lizeth Yanarico Quispe (Juliaca, 28 de noviembre de 1989) es una cantante peruana que ha consolidado su carrera en la música andina peruana. Ha realizado giras nacionales e internacionales en países como Argentina, Bolivia, Chile y Ecuador.

## Biografía
Yarita Lizeth Yanarico Quispe nació el 28 de noviembre de 1989 en Juliaca, ciudad del departamento de Puno, siendo la hija de Jorge Yanarico Mamani y de Rogelia Quispe. Realizó sus estudios primarios en el Colegio José Antonio Encinas de Moho y la secundaria en el Colegio Umuchi.
Se dedicó al canto desde muy pequeña, cuando aprendió por su cuenta. Se consolidó en el folclore andino al estilo de otras intérpretes del huayno como Sonia Morales y Dina Páucar, con el acompañamiento del arpa que era popular en el Perú al igual que el requinto.[cita requerida] Inició su carrera artística de la mano de Alza Producciones en el año 2010, bajo el apelativo de «La Chinita del Amor».[cita requerida] Con esta productora, lanzó sus temas musicales, entre los que se encuentran «Amor pasajero», «Corta venas» y «Ven a mi».[cita requerida]
En el año 2013 renunció a su disquera mencionando que no le pagaban lo que le correspondía, a finales de ese año la pugna por la marca de Yarita Lizeth llegó a estratos judiciales. Posteriormente su hermano Jorge Yanarico se convirtió en su representante legal. En 2014, para impulsar su carrera a nivel regional contó con el apoyo del comediante y locutor radial peruano Edwin Sierra.
En 2020 se desempeñó en la cumbia sureña a partir de su colaboración en el concierto virtual de Corazón Serrano.
En 2023 realizó la gira Cree en ti y lo vas a lograr, que incluyó el Luna Park en la Argentina. Además, recibió la participación de Corazón Serrano y Los Shapis por su homenaje de trece años de carrera en Plaza Norte.En ese mismo año, contrajo matrimonio con el sueco Patric Lundberg acompañada de amigos y familiares en una ceremonia privada.

## Convulsión social
Durante la convulsión social de 2022-2023 en Perú, la cantante mostró abiertamente su postura de apoyo a las movilizaciones sociales en contra del gobierno de Dina Boluarte. En enero de 2023 anunció su participación para la nueva marcha en Lima. Públicamente se supo que donó 50 mil soles a las familias de heridos y fallecidos en la represión policial de Juliaca, motivo por el cual fue incluida en una investigación preliminar del Ministerio Público por haber ayudado con dinero y transporte a los manifestantes que se dirigían a Lima a exigir la renuncia de la mandataria. El resultado fue una inesperada suspensión del evento en el Parque de la Exposición.

## Discografía
Tiene una amplia trayectoria que comenzó prácticamente siendo una niña, algunos de sus trabajos son:
- 2024: «Sobreviviré»[22][23]
- 2022: «Corta venas»[24]
- 2022: «Nunca me dejes cholito»
- 2020: «Ya déjame en paz»
- 2019: «La Chinita del Amor»
- 2013: «Grandes éxitos»
- 2012: «Vuelve a mi»